# Ruisseau de la Gouarège
Le ruisseau de la Gouarège est un torrent français qui coule dans le département de l'Ariège en région Occitanie. C'est un affluent du Salat en rive gauche, donc un sous-affluent de la Garonne.

## Géographie
De 7,1 km de longueur, le ruisseau de la Gouarège prend sa source dans les collines bien arrosées en versant nord du massif de l'Estelas dans le bois d'Aliou. Son cours est orienté grosso modo du sud-est vers le nord-ouest. Après un parcours de 7 kilomètres, il se jette dans le Salat en rive gauche, au niveau de la commune de Prat-Bonrepaux, elle-même située à 13 kilomètres en aval (nord-ouest) de Saint-Girons.

## Communes traversées

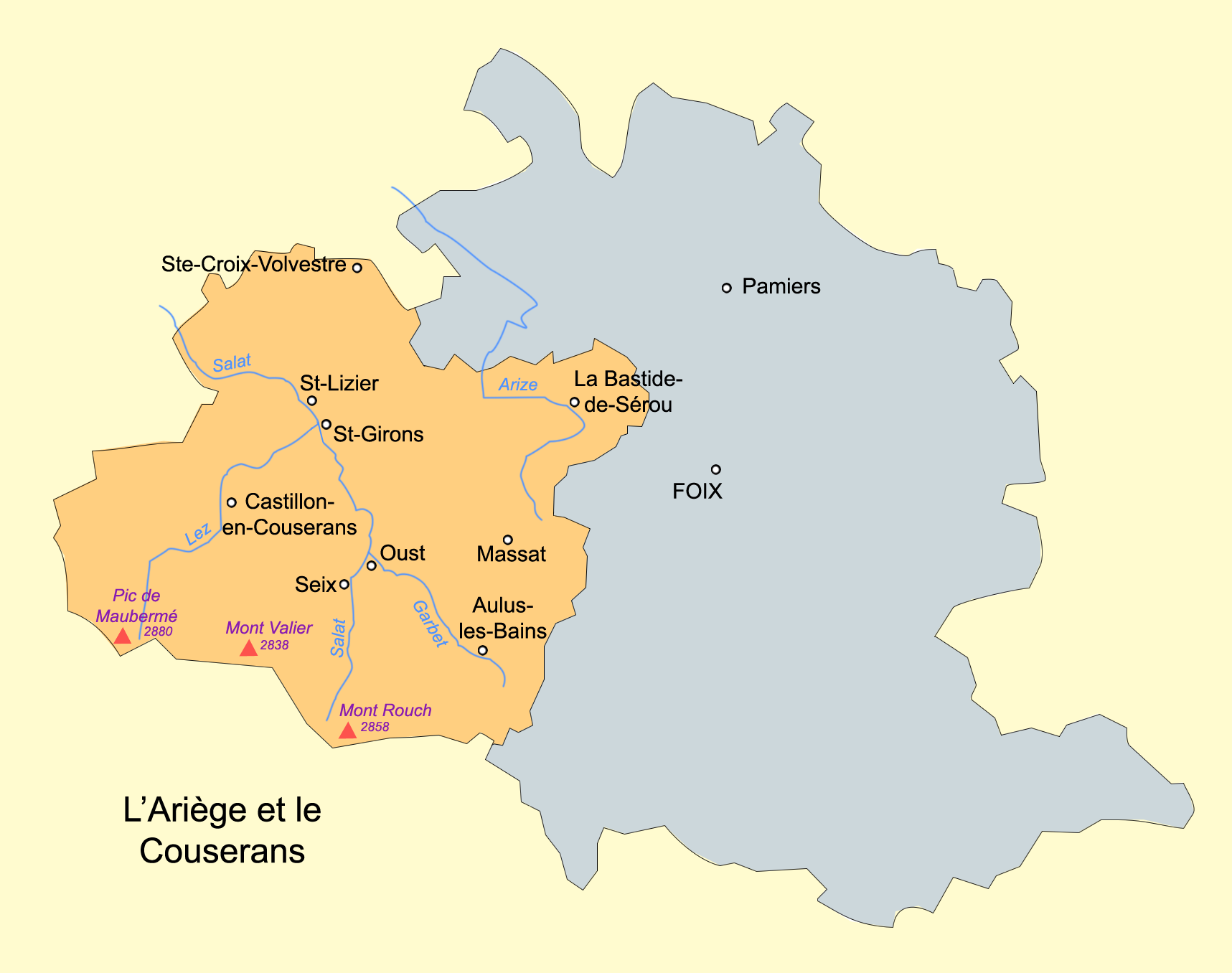
Situation du Couserans dans le département de l'Ariège

- Le ruisseau de la Gouarège coule dans deux communes du département de l'Ariège : Cazavet et Prat-Bonrepaux.

## Principaux affluents
- Ruisseau des Goutes : 4,6 km
- Le Rieu : 3,8 km
- Ruisseau du Gélan : 6,5 km

## Hydrologie
Le ruisseau de la Gouarège est une rivière irrégulière mais très abondante, à l'instar de presque tous les cours d'eau du Couserans. Son débit a été observé durant une période de 38 ans (1969–2006), à Cazavet, petite commune du département de l'Ariège située peu avant
son confluent avec le Salat. Le bassin versant de la rivière y est de 12 km2 (soit plus ou moins sa totalité).
Le module de la rivière à Cazavet est de 0,441 m3/s.
La Gouarège présente un profil pluvio-nival avec deux saisons bien marquées. Les hautes eaux se déroulent de la fin de l'automne au début du printemps. Elles se caractérisent par des débits mensuels moyens allant de 0,505 et 0,738 m3/s, de décembre à mai inclus. On constate deux maxima, le premier très léger en février (0,678 m3/s) et le second en mai (0,738 m3), celui-ci correspondant à la fonte des neiges et aux pluies de printemps. Au mois de juin le débit baisse nettement et constitue une transition vers les basses eaux d'été qui ont lieu de juillet à septembre, entraînant une baisse du débit moyen mensuel allant jusqu'à 0,124 m3/s au mois d'août. Mais les fluctuations de débit peuvent être bien plus prononcées sur de plus courtes périodes ou selon les années.
À l'étiage, le VCN3 peut chuter jusque 0,007 m3/s, en cas de période quinquennale sèche, soit 7 litres par seconde, ce qui peut être considéré comme très sévère.
Les crues peuvent être très importantes proportionnellement à la taille modeste du bassin versant de la rivière. Les QIX 2 et QIX 5 valent respectivement 7,5 et 11 m3/s. Le QIX 10 est de 13 m3/s et le QIX 20 de 15 m3/s. Quant au QIX 50, il se monte à 17 m3/s.
Le débit journalier maximal a été de 28,9 m3/s le 5 octobre 1992. En comparant cette valeur à l'échelle des QIX de la rivière, il apparaît que cette crue était bien plus importante que la crue cinquantennale définie par le QIX 50, et donc tout à fait exceptionnelle.
La Gouarège est une rivière fort abondante, puissamment alimentée par de fortes précipitations sur la quasi-totalité de son bassin. La lame d'eau écoulée dans son bassin versant est de 1.173 millimètres annuellement, ce qui est plus de trois fois supérieur à la moyenne d'ensemble de la France tous bassins confondus (plus ou moins 320 millimètres). Le débit spécifique (ou Qsp) de la rivière atteint 37,1 litres par seconde et par kilomètre carré de bassin.